# Арно-Гийем
Арно́-Гийе́м (фр. Arnaud-Guilhem, окс. Arnaud Guilhèm) — коммуна во Франции, находится в регионе Юг — Пиренеи. Департамент — Верхняя Гаронна. Входит в состав кантона Сен-Мартори. Округ коммуны — Сен-Годенс.
Код INSEE коммуны — 31018.

## География
Коммуна расположена приблизительно в 650 км к югу от Парижа, в 70 км к юго-западу от Тулузы.
На востоке коммуны протекает река Гаронна.

## Климат
Климат умеренно-океанический. Зима мягкая и снежная, весна характеризуется сильными дождями и грозами, лето сухое и жаркое, осень солнечная. Преобладают сильные юго-восточные и северо-западные ветры.

## Население
Население коммуны на 2010 год составляло 215 человек.
| 1962 | 1968 | 1975 | 1982 | 1990 | 1999 | 2010 |
| ---- | ---- | ---- | ---- | ---- | ---- | ---- |
| 237  | 198  | 192  | 191  | 191  | 168  | 215  |

## Администрация
| Период | Период | Фамилия       | Партия                  | Примечания |
| ------ | ------ | ------------- | ----------------------- | ---------- |
| 2001   | 2008   | Жорж Дон      | Социалистическая партия |            |
| 2014   | 2020   | Роза Венсонно | Социалистическая партия |            |

## Экономика
В 2010 году среди 126 человек трудоспособного возраста (15—64 лет) 90 были экономически активными, 36 — неактивными (показатель активности — 71,4 %, в 1999 году было 70,3 %). Из 90 активных жителей работали 84 человека (48 мужчин и 36 женщин), безработных было 6 (2 мужчин и 4 женщины). Среди 36 неактивных 9 человек были учениками или студентами, 19 — пенсионерами, 8 были неактивными по другим причинам.

## Достопримечательности
- Церковь Св. Мартина